# Dolfirama

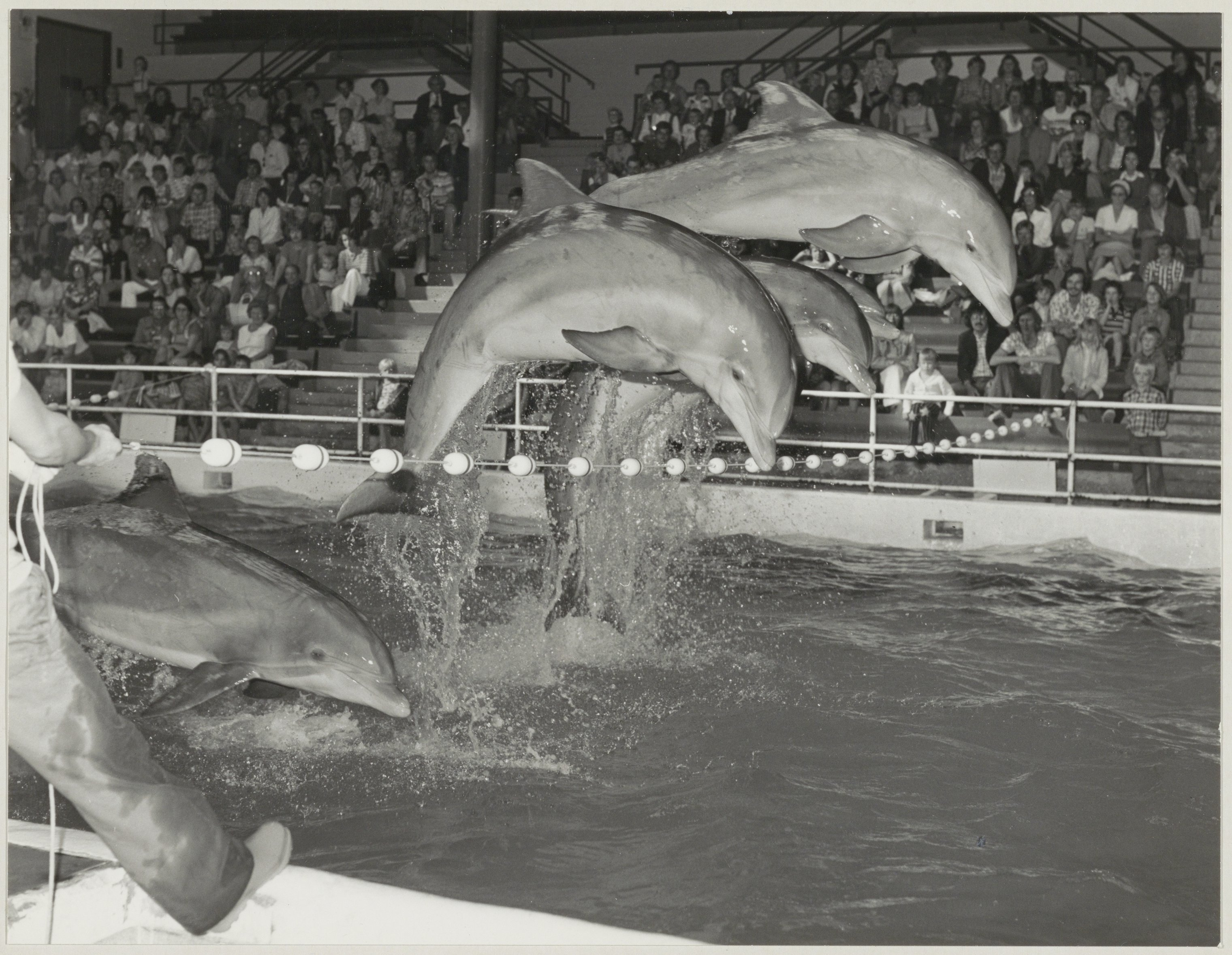
Dolfijnenshow

Dolfirama was een dolfinarium dat bijna twintig jaar gevestigd was op het Burgemeester Fenamaplein, vlak bij de  Passage en de Boulevard de Favauge en Boulevard Barnaart in Zandvoort.
Het initiatief voor het dolfinarium werd genomen door N.W. Bouwes, eigenaar van het naastgelegen Bouwes Hotel, tegenwoordig het Palace Hotel. In 1967 werd met de bouw begonnen en twee jaar later op 25 april 1969 kon het twee miljoen gulden kostende gebouw worden geopend voor het publiek. Het was het gehele jaar geopend tot halverwege de avond en naast viermaal daags een voorstelling van 45 minuten (op dinsdag, vrijdag en zaterdag ook een avondvoorstelling) kon men ook de dolfijnen en zeeleeuwen in een glazen benedengang bekijken. Het grote bassin bevatte een miljoen liter zout water en was vier meter diep. In 1977 waren er zes dolfijnen en vijf zeeleeuwen die in samenwerking met Artis werden verzorgd.
Door financiële problemen werd er begin jaren tachtig steeds meer verlies op de exploitatie geleden. Het Bouwesconcern, inmiddels Hordoconcern, ging failliet en de nieuwe Canadese eigenaar wilde het dolfinarium al sluiten. Ook de gemeente en provincie wilden niet bijdragen aan het exploitatietekort waarna voorlopig de deuren werden gesloten. De trainer van de dolfijnen wist echter met de "stichting Dolfirama" de definitieve sluiting te voorkomen en kon het, na het eerst tijdelijk te hebben gekraakt om een dreigende verkoop van de dolfijnen te voorkomen, in 1983 vooralsnog voortzetten. Hierbij moest echter om aan voldoende inkomsten te komen het pand ook voor andere doeleinden worden gebruikt, zoals bijvoorbeeld als concertzaal. Ook bestond er later de mogelijkheid te zwemmen of te duiken met de dieren maar dat was door het gebrek aan onderhoud geen succes omdat men feitelijk in de uitwerpselen van de dieren zwom.
Ook het bassin bevond zich in slechte staat en geld voor een renovatie was er niet. In 1988 werd het door geldgebrek dan toch na bijna twintig jaar definitief gesloten. Het pand werd verkocht en zou een automuseum worden dat echter nooit werd geopend door het ontbreken van de vergunningen. Sindsdien staat het pand leeg, werd gekraakt en veranderde in een bouwval met een lekkend dak en besmeurd onder de graffiti. Op 6 november 2012 werd door de politie in het leegstaande gebouw een grote hennepkwekerij aangetroffen met duizenden wietplanten.

## Trivia
Het Dolfirama werd door het publiek ook wel het "flipperbassin" of het "dolfijnentheater" genoemd.

## Fotogalerij

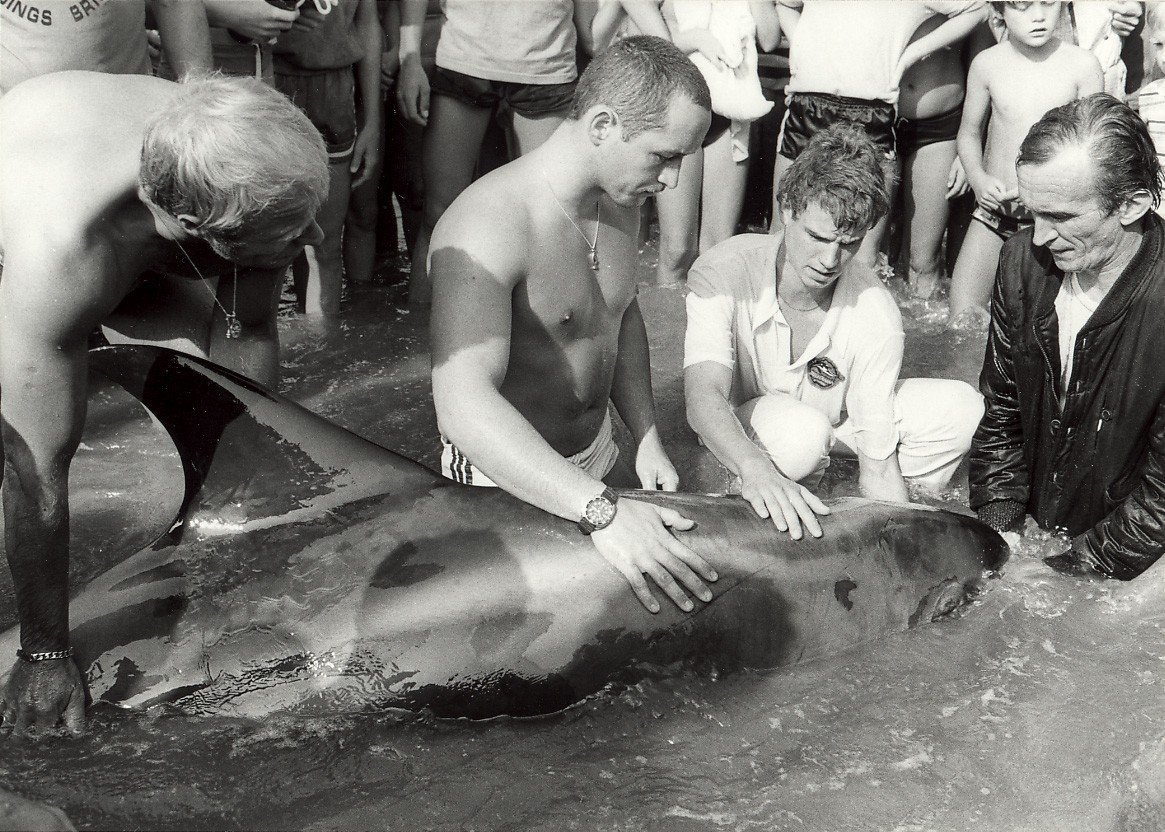
Aangespoeld dolfijn
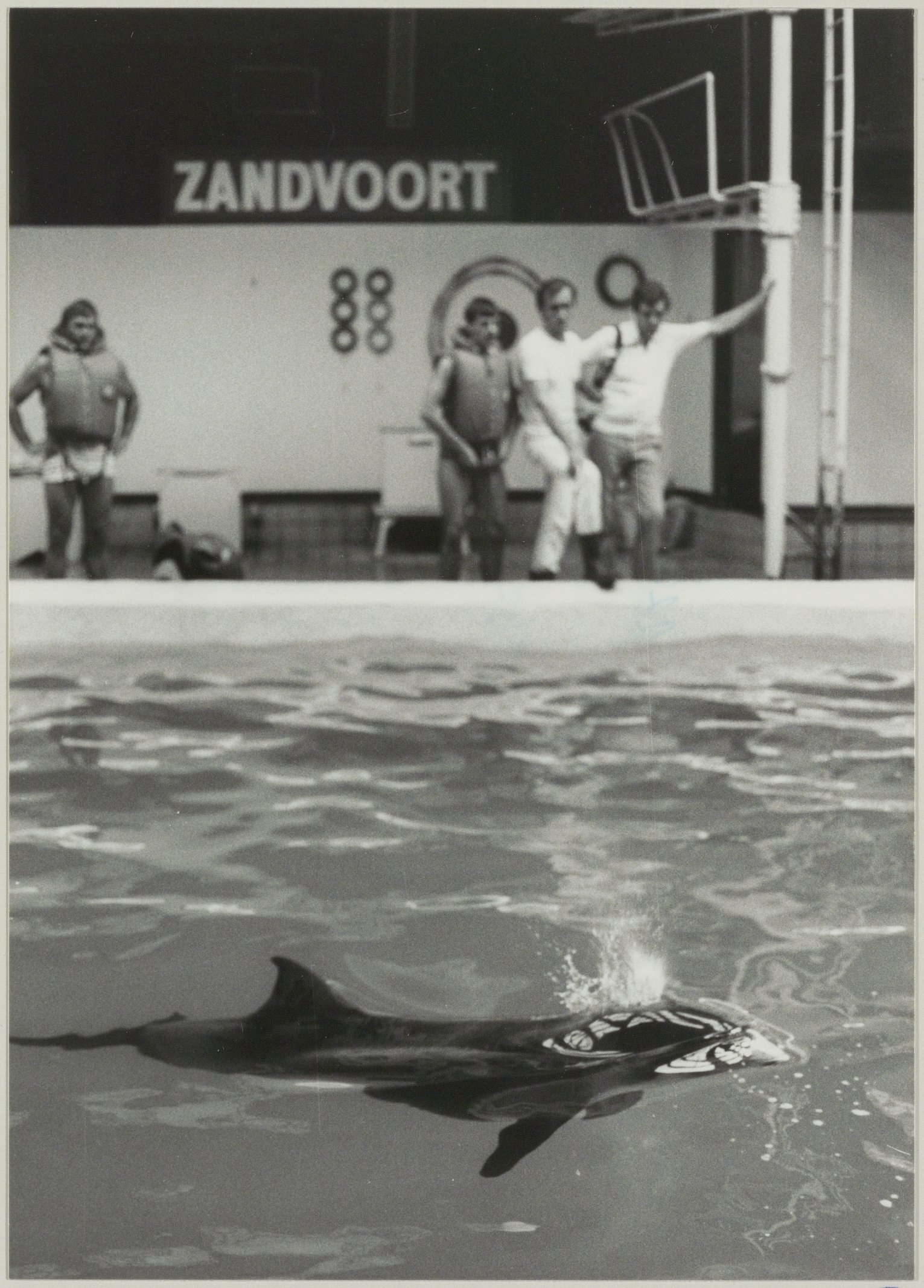
Aangespoeld dolfijn in Dolfirama
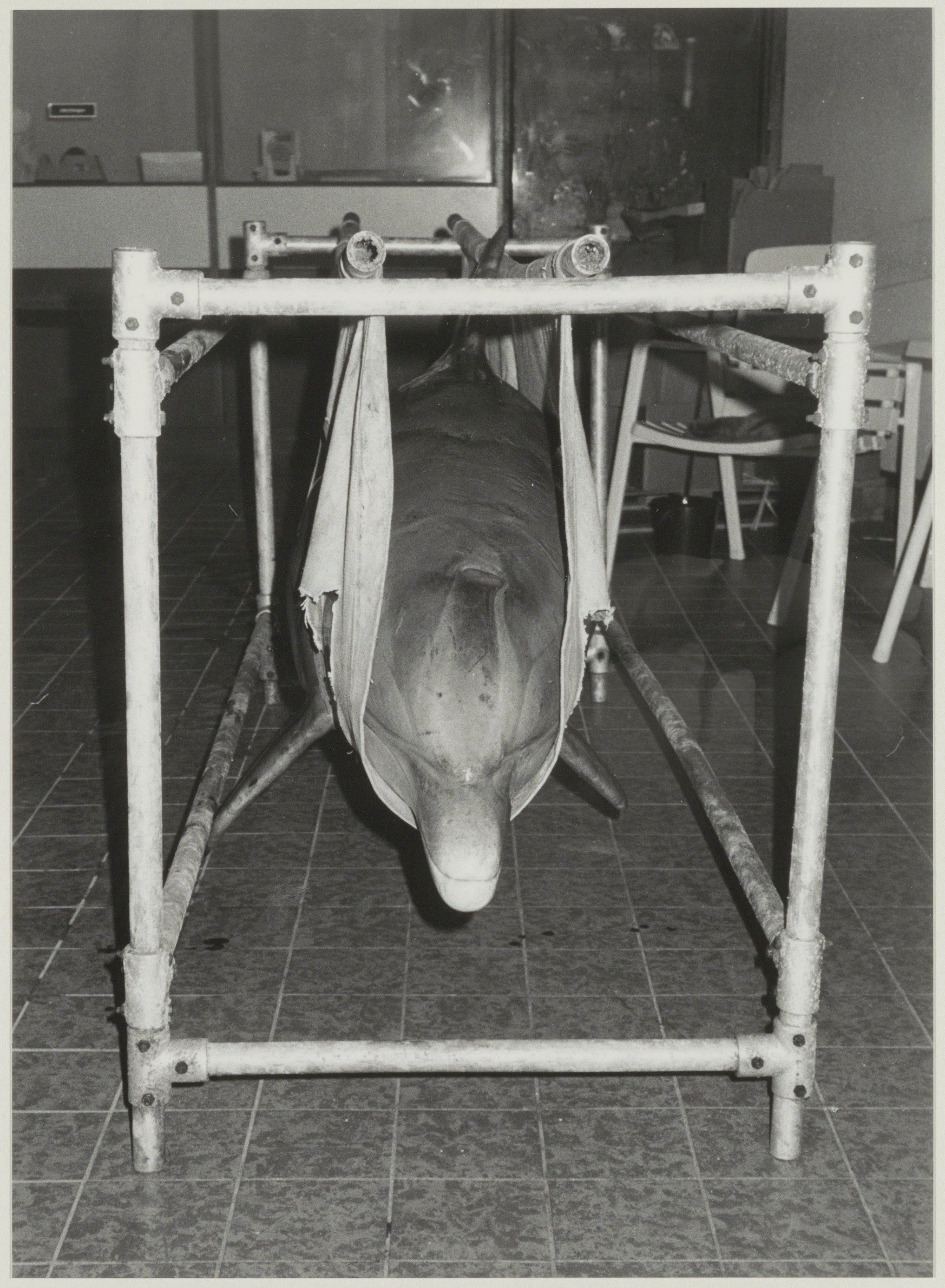
Dolfijn gereed voor transport
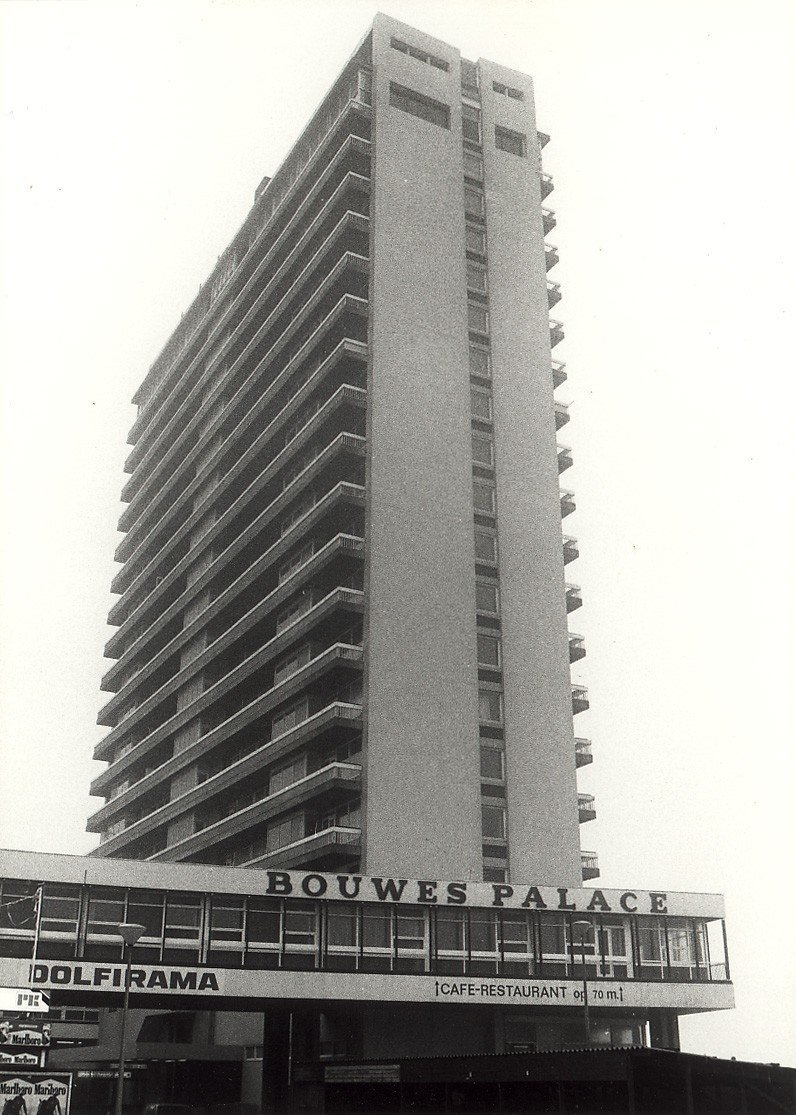
Hotel Bouwes en Dolfirama in 1982
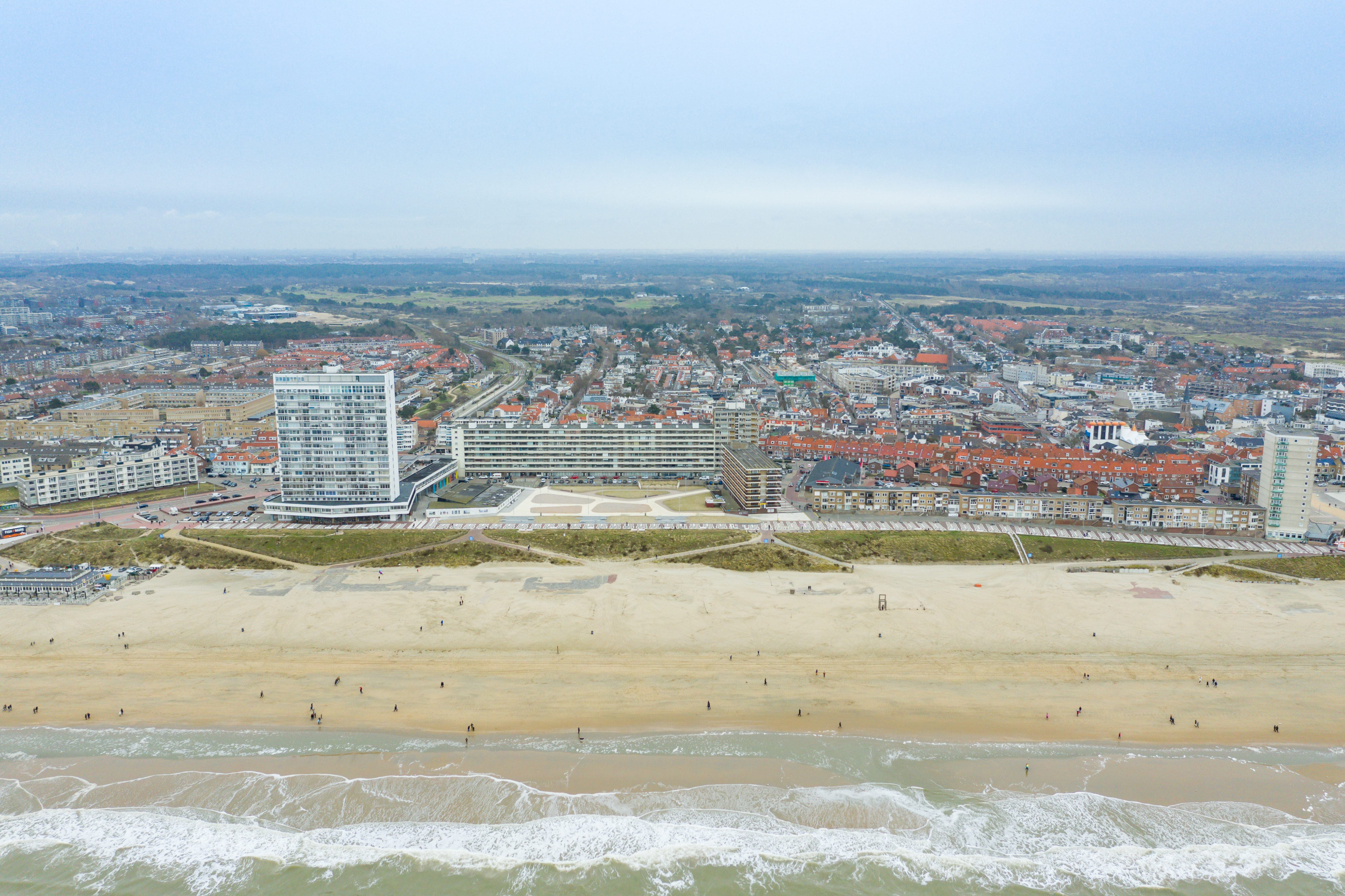
Links het Palace Hotel, het vroegere Bouwes Hotel, het bouwsel rechts is het voormalige Dolfirama

Aeres MBO Barneveld ·
Almere Jungle ·
Animal Farm ·
Apenheul ·
AquaZoo Leeuwarden ·
Aquazoo Leerdam ·
Artis ·
Artisklas Haarlem ·
Berkenhof Tropical Zoo ·
BestZoo ·
Botanische Tuinen Universiteit Utrecht ·
Center Parcs Het Heijderbos ·
Centrum voor Natuur- en Milieu Educatie ·
WaterLand Neeltje Jans ·
DierenPark Amersfoort ·
Dierenpark De Oliemeulen ·
Dierenpark Zie-ZOO ·
Diergaarde Blijdorp ·
DoeZoo Insektenwereld ·
Dolfinarium Harderwijk ·
Ecomare ·
Eindhoven Zoo ·
Faunapark Flakkee ·
Fort Kijkduin ·
GaiaZOO ·
Hof van Eckberge ·
Informatiecentrum De Noordwester ·
Kabouterland ·
Kasteelpark Born ·
Koninklijke Burgers' Zoo ·
Dierenpark Hoenderdaell ·
Muzeeaquarium Delfzijl ·
Natuurcentrum Ameland ·
Omnium Goes Tropisch bos ·
Ouwehands Dierenpark ·
Pantropica ·
Passiflorahoeve ·
Plaswijckpark ·
Reptielenhuis De Aarde ·
Reptielenzoo Iguana ·
Safaripark Beekse Bergen ·
Sea Life Scheveningen ·
Stichting AAP ·
Stichting Das & Boom ·
Taman Indonesia ·
Texel ZOO ·
Uilen- en Dierenpark De Paay ·
Van Blanckendaell Park ·
Vlinderparadijs Papiliorama ·
Vlinders aan de Vliet ·
Vlindersafari ·
Vlindertuin De Kas ·
Vlindorado ·
Vogelpark Avifauna ·
Vogelpark Ruinen ·
Vogelrevalidatiecentrum Zundert ·
Wereldtuinen Mondo Verde ·
Wildlands Adventure Zoo Emmen ·
Wonderwereld ·
Zee Aquarium Bergen aan Zee ·
ZooParc Overloon ·
Zoo Veldhoven
Opgeheven: Animali Vogel- en dierenpark · Noorder Dierenpark Emmen · Dierenpark Wassenaar · Dierenpark Wissel · Dolfirama · Dolfirado · Dolfirodam · Grottenaquarium Valkenburg · Fazanterie de Rooie Hoeve · Haagse Dierentuin · Kasteeltuinen Arcen · Klant’s Dierentuin · Klein Costa Rica · Labyrinth Boekelo · Papegaaienpark N.O.P. · Reptielenzoo "SERPO" · Schildpaddencentrum · Stonehenge Wildlife · Tilburgs dierenpark · Tropisch Oosten · Vogel- en wandelpark Abbeweer · Zodiac Zoos